# Graeme Dott
Graeme Dott (n. 12 mai 1977, Larkhall⁠(d), Scoția, Regatul Unit) este un jucător scoțian de snooker.
Dott este campion mondial (2006) și dublu vicecampion mondial (2004, 2010). A realizat breakul maxim o singură dată, la Openul Britanic în 1999. Cea mai bună clasare din carieră este locul 2 mondial. 